# Кентвін (король Вессексу)
Кентвін або Кентвайн (давн-англ. Centuuine, Centuwyne, Centwyn, Coentuuinus, Kentwine, Kentwyne; ? —після 686) — король Вессексу в 676—685/686 роках.

## Життєпис
Походив з Вессекської династії. Син Кінегільса, короля Вессексу. Про дату народження нічого невідомо. Після смерті короля Кенвала держава фактично розпалася на декілька частин.
Після боротьби у 674—676 роках зумів завдати поразки Есквіну, одному з королів цього часу, зумів стати єдиним королем Вессексу. На початку правління був поганином. Втім згодом перейшов у християнство, оскільки розраховував розширити кількість своїх прихильників та здобути опору серед духівництва.
Протягом свого правління завдав 3 поразки бриттським королівствам. «Англосаксонська хроніка» вказує, що 682 року Кентвін загнав бриттів до моря (Ірландського).
Під час правління став свояком Егфріт, короля Нортумбрії, оженившись на сестрі останнього Іурмінбурзі. У 685 бо 686 році було повалено іншим претендентом на трон Кедваллою. Дружина та діти були насильно пострижені у ченці. Помер за часи правління короля Інє.

## Родина
Дружина — (ім'я невідоме)
Діти:
- Кінгоу, чернець
- Алдшельм, єпископ Шерборну
- Буґга, черниця